# Teta de nega

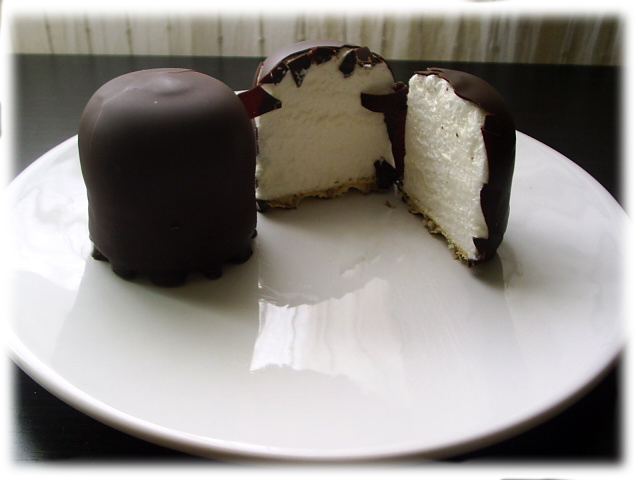
Foto de uma Teta de nega. Observa-se no corte logitudinal o recheio branco de merengue, posicionado sobre uma folha de wafer, e a cobertura fina de chocolate.

Em gastronomia, teta de nega (popularmente conhecida também pelas metonímias Bomboca, Nhá-benta e Dan-top ou pelo nome original flødebolle) é um doce feito de merengue ou marshmallow (massa de gelatina com clara de ovo) e cobertura fina de chocolate (crocante), a versão original tem uma base fina de Waffle.
O doce foi criado em 1950, pela Kopenhagen e foi a base para a criação da Nhá Benta. O marshmallow com cobertura de chocolate ao leite é criação de um austríaco chamado Höffer, que na época era o responsável pelas montagens do Marzipan. Era tudo feito à mão, em um saco, um por um, sobre Papel manteiga. Na hora de soltar não se aproveitavam todos, foi quando se adicionou o Waffle para fazer a base. Inicialmente foi batizado como Pão de Açúcar. Em 1952, virou Sinhá Moça, e em 1954, Nhá Benta foi a substituição de Sinhá Moça.